# Locht (Kerkrade)
Locht is de meest zuidwestelijk gelegen wijk van de gemeente Kerkrade in de Nederlandse provincie Limburg. De wijk bestond oorspronkelijk uit drie gehuchten: Bovenste Locht, Middelste Locht en  Onderste Locht, gelegen aan een oude Romeinse heerweg. Onderste Locht is een bedrijventerrein waar ook het Parkstad Limburg Stadion voor Roda JC staat. Bij Bovenste Locht is een grensovergang met Duitsland, die in de Middeleeuwen gemarkeerd werd door een boom, de Hertogeneik. Het betrof toen de grens tussen het Land van Rode en het Land van Ter Heijden.
Bleijerheide · Chevremont · Eygelshoven · Gracht · Haanrade · Ham · Heilust · Holz · Hopel · Kaalheide · Kaffeberg · Kerkrade-Centrum · Locht · Mucherveld · Nulland · Rolduckerveld · Spekholzerheide · Terwinselen · Vink · Waubacherveld

Limburg: Steden en dorpen      Nederland: Provincies · Gemeenten